# Criada 74
Criada 74 fou un col·lectiu d'artistes mallorquins, del moviment avui anomenat la Nova Plàstica Mallorquina, que dinamitzaran la vida cultural mallorquina entre el 1973 i el 1977 de manera provocativa i rompent amb l'oficialisme cultural. El grup estava integrat inicialment per Catalina Bonnín, Bartomeu Cabot, Josep Canyelles, Valentí Castanyer, Miquel Àngel Femenias, Àngel Muerza, Lleonard Muntaner, Carme Roig, Vicenç Torres i Miquel Trias. Posteriorment, quedà reduït a Josep Canyelles, Miquel Àngel Femenias, Àngel Muerza, Carme Roig i Vicenç Torres, i amb la incorporació de Ramon Valentí.
El grup es donà a conèixer el 1974 a la llibreria Tous, de Palma, amb l'exposició de la imatge estereotipada d'una criada, pintada de forma idèntica per cada un dels artistes, com a denúncia de l'art anquilosat dels concursos. L'obra fou presentada, i rebutjada, als certàmens d'Andratx i Felanitx. De les accions que dugueren a terme, en destaquen quatre. La primera fou la participació el 1975 en el Primer Cicle d’Investigacions Plàstiques d’Alcúdia, quan instal·laren cent figures serigrafiades i aferrades damunt fusta arreu de la murada d’Alcúdia, les quals representaven policies agressius i polítics sinistres com l'emperador vietnamita Bảo Đại. La policia franquista confiscà totes les figures en qüestió d’hores. La segona acció-exposició tengué lloc l’any 1976 al Col·legi Oficial d’Arquitectes de les Illes Balears, on recrearen l’ambient claustrofòbic, sòrdid i amenaçador d’una comissaria. De nou, l'exposició fou clausurada per ordre governativa. La tercera acció sonada comptà amb la participació del crític Damià Ferrà-Ponç i artistes aliens al grup com Andreu Terrades i Horacio Sapere, i consistí a irrompre a la Sala Mozart durant el lliurament dels Premis Ciutat de Palma del 1977 i, entre altres gestos, repartir entre els assistents bosses de paper perquè hi vomitessin i repartir el manifest A un art oficial. Finalment, la quarta acció-exposició de ressò fou la mostra anomenada “Expo-Caca” a la Galeria Latina de Palma. L'exposició constava de set tasses de vàter enfilades dalt d’una mena d’altars i envoltades totes de centenars d’excrements falsos –fets amb pasta de paper i pintats– però d’aparença molt realista. Ofensiva i grollera amb humor, la mostra mereixé l’atenció de revistes aleshores tan mainstream com Interviú, un fet que ja permetia entreveure de quina manera al cap dels anys s'acabarien assumint, mediàticament i socialment, la provocació artística i el concepte de revolta. Tot i la seva breu durada, fou una temptativa dinamitzadora, crítica i provocativa que assolí un gran ressò a Mallorca.